# Флойд (окръг, Вирджиния)
 Тази статия е за окръга в щат Вирджиния.  За този в щат Джорджия вижте Флойд (окръг, Джорджия).  
Окръг Флойд (на английски: Floyd County) е окръг в щата Вирджиния, Съединени американски щати. Площта му е 987 km², а населението - 13 874 души (2000). Административен център е град Флойд.